# Niżni Myśliwski Przechód
Niżni Myśliwski Przechód (słow. Nižný Poľovnický priechod) – przełęcz w południowo-wschodniej grani Łomnicy, na jej odcinku zwanym Łomnicką Granią. Oddziela od siebie dwuwierzchołkową Małą Łomnicką Basztę na północnym zachodzie i Zadnią Łomnicką Czubę na południowym wschodzie. Znajduje się tuż pod wierzchołkiem tego ostatniego wzniesienia. Przełęcz jest płytka i szeroka, jest położona w okolicy górnej granicy piętra kosodrzewiny.
Po południowo-zachodniej stronie grani w stokach Małej Łomnickiej Baszty biegną trzy Myśliwskie Ławki, spośród których dwie – Pośrednia Myśliwska Ławka i Niżnia Myśliwska Ławka prowadzą na Niżni Myśliwski Przechód. Po drugiej stronie grani, na wschód od przełęczy, rozciąga się Szerokie Pole, opadające w kierunku Łomnickiej Uboczy.
Przełęcz jest wyłączona z ruchu turystycznego. Najdogodniejsza droga dla taterników prowadzi na nią od południa granią Łomnickich Czub. Niżni Myśliwski Przechód, podobnie jak inne obiekty w Łomnickiej Grani, był odwiedzany od dawna przez myśliwych polujących na kozice.